# Craugastor tarahumaraensis
Craugastor tarahumaraensis är en groddjursart som först beskrevs av Taylor 1940.  Craugastor tarahumaraensis ingår i släktet Craugastor och familjen Craugastoridae. IUCN kategoriserar arten globalt som sårbar. Inga underarter finns listade i Catalogue of Life.